# Pathfinder – Fährte des Kriegers
Pathfinder – Fährte des Kriegers ist ein US-amerikanischer Abenteuerfilm aus dem Jahr 2007. Regie führte der deutsche Regisseur Marcus Nispel. Bei dem Film handelt es sich um eine freie Neuinterpretation des samisch-norwegischen Films gleichen Namens von 1987. Die Graphic Novel Pathfinder – An American Saga stammt vom Autor Laeta Kalogridis und dem Zeichner Christopher Shy und erschien im Dark Horse Verlag nach dem Kinostart des Films. Deutscher Kinostart war der 8. März 2007.

## Handlung
Bereits rund 500 Jahre vor der Entdeckung des amerikanischen Kontinents durch Christoph Kolumbus unternehmen Wikinger Schifffahrten dorthin. Bei einem Raubzug nach Neufundland erleidet eine Wikinger-Expedition Schiffbruch. Einziger Überlebender ist ein Wikingerjunge, der von den Indianern gefunden wird. Da der Schamane ihn als ein Zeichen deutet, wird der Junge nun von den Indianern vom Stamm der Wampanoag aufgenommen und großgezogen, obwohl er von vielen nicht akzeptiert wird. Doch der Schamane sagt voraus, dass er sich noch bewähren wird.
15 Jahre später tauchen erneut Wikinger auf und attackieren das Dorf. Der inzwischen erwachsene Wikinger, der den Namen Geist erhielt, findet seine Zieheltern erschlagen und sein Heimatdorf in Flammen vor. Er stellt sich als Verteidiger der Indianer seinen Vorfahren, angeführt von Gunnar und dessen Adjutanten Ulfar, gegenüber. Er führt die Angreifer in ein Gebirge, wo die Wikinger durch eine Lawine getötet werden.

## Sonstiges
- Die Produktionskosten des Filmes betrugen 30 Millionen US-Dollar (anderen Quellen zufolge lagen die Kosten bei 45 Millionen US-Dollar).
- Weltweit spielte der Film 31 Millionen US-Dollar ein, darunter 10,2 Millionen in den USA.
- Den Autoren des Filmes war durchaus bewusst, dass Wikinger in Wirklichkeit keine Hörner an ihren Helmen trugen. Allerdings entschlossen sie sich dennoch zu dieser Darstellung, da die Wikinger dadurch einerseits furchterregender aussehen (Entmenschlichung) und andererseits, um die Erwartungen des Publikums in der Hinsicht nicht zu enttäuschen.
- Der Trailer sorgte Anfang 2007 in einigen Kinos und Feuilletons für unbeabsichtigte Erheiterung durch die Formulierung „Demnächst im Kino. 2006 nach Christi.“, die zwar eine historische Atmosphäre heraufbeschwören sollte, durch die falsche Anwendung des lateinischen Genitivs aber genau darin scheiterte (richtig müsste es heißen: „2006 nach Christus“). Der Tenor der entsprechenden Kritiken kann folgendermaßen zusammengefasst werden: „Wenn schon im Trailer solche leicht zu vermeidenden Fehler passieren, kann der Film nicht gut sein.“ Ein ähnlicher Lapsus war bereits bei der Promotion des Films Mona Lisas Lächeln erfolgt.
- Um noch größer und stämmiger auszusehen, trugen die Darsteller der Wikinger unter ihren Kostümen Eishockeyrüstungen.
- Bei der Vorpremiere antwortete Regisseur Nispel auf die Frage nach seiner Motivation für den Film, dass er schon immer Indianer und Wikinger auf einem Poster sehen wollte.

## Kritiken
„Auch das norwegische Original war wahrlich nicht mit der tiefgründigsten aller Storys gesegnet, aber unter Nispel verkommt die mystische Legende zu einer extrem einfach gestrickten Stirb-langsam-Variante. […] So sucht man Spannung und Atmosphäre auch lange Zeit vergebens, erst während des Showdowns in den letzten 20 Minuten gelingt es dem Film, seine spärliche Handlung in ein funktionierendes dramaturgisches Gerüst zu zwängen. Aber dass man zum Schluss doch noch ein wenig mitfiebert, entschädigt natürlich kaum für die zuvor so ausgedehnt herrschende Langeweile. Schwache Darsteller, eine hektische und oft ziellose Inszenierung, die fehlplatzierte Optik und die bis auf ein absolutes Minimum reduzierte Handlung machen aus Pathfinder ein Apocalypto für Arme.“

„Was an dramatischen Momenten nicht mehr nachgeholt werden kann, soll dann wenigstens so richtig in den Sand gesetzt werden: Uninspiriertes, mittelmäßig choreographiertes Kino und oftmals gut sichtbarer digitaler Nachbearbeitungsrausch ergeben einen faden Indianereintopf. Dass die Geschichte mit zahlreichen unplausiblen Momenten zu kämpfen hat und sich überreichlich aus der Zitatenküche anderer Filme bedient, macht den Pfadfinder nicht besser. Nispel serviert blaustichige und grobkörnige Natur-Schlachtplatte ohne Spannung.“

„Ohne Sinn, Zweck und Dramaturgie zusammengestückeltes Rumpfkino nach einem gleichnamigen norwegischen Fantasy-Film aus dem Jahr 1987. Selbst die als Daseinsberechtigung für den Film fungierenden Gewaltdarstellungen sind wegen des zufällig wirkenden Schnitts kaum wahrzunehmen.“